# Gornja Bela Reka (Zaječar)
Gornja Bela Reka (em cirílico: Горња Бела Река) é uma vila da Sérvia localizada no município de Zaječar, pertencente ao distrito de Zaječar, na região de Timočka Krajina. A sua população era de 121 habitantes segundo o censo de 2011.

## Demografia
| 1948 | 1953 | 1961 | 1971 | 1981 | 1991 | 2002 | 2011 |
| ---- | ---- | ---- | ---- | ---- | ---- | ---- | ---- |
| 960  | 883  | 760  | 621  | 457  | 345  | 185  | 121  |